# Železnodorožnyj (Oblast' di Irkutsk)
Železnodorožnyj (in russo Железнодорожный?) è un insediamento di tipo urbano della Russia, situato nell'Oblast' di Irkutsk.